# Trachelas trifidus
Trachelas trifidus är en spindelart som beskrevs av Norman I. Platnick och Mohammad Umar Shadab 1974. Trachelas trifidus ingår i släktet Trachelas och familjen flinkspindlar.
Artens utbredningsområde är Panama. Inga underarter finns listade i Catalogue of Life.